# ほりほりオーケストラ
ほりほりオーケストラはさいたま市を中心に活動するアマチュア・オーケストラ。通称「ほりオケ」。
2004年発足。当初は埼玉大学管弦楽団のOB・OGが中心であった。演奏会では指揮者がマイクを握り曲目解説を行うのが定番。

## 活動
- 定期演奏会は年に2回。

## 過去の指揮者
- 岡田友弘
- 佐藤親悟